# Répcelak
Répcelak je město v Maďarsku v župě Vas, spadající pod okres Sárvár. Na severovýchod od něj je město Beled, na sever od něj město Kapuvár, na jihozápad města Sárvár a Bük, na jihovýchod město Celldömölk a asi 37 km na jihozápad město Szombathely. V roce 2015 zde žilo 2625 obyvatel, z nichž 86,1 % tvoří Maďaři.
Kromě hlavní části zahrnuje Répcelak i malou část Szúnyogmajor.
Répcelak leží na silnicích 86, 8447, 8415 a u dálnice M86. Je přímo silničně spojen s obcemi Csánig, Dénesfa, Nick, Páli, Rábakecöl, Répceszemere, Vámoscsalád, Vásárosfalu a městem Beled. Répcelak leží u řeky Répce.
V Répcelaku se nachází katolický kostel Szent István király-templom a evangelický kostel.